# Урад
Урад (пол. Urad, нім. Aurith) — село в Польщі, у гміні Цибінка Слубицького повіту Любуського воєводства.
Населення — 418 осіб (2011).
У 1975-1998 роках село належало до Зеленогурського воєводства.

## Демографія
Демографічна структура станом на 31 березня 2011 року:
|          | Загалом | Допрацездатний вік | Працездатний вік | Постпрацездатний вік |
| -------- | ------- | ------------------ | ---------------- | -------------------- |
| Чоловіки | 219     | 44                 | 158              | 17                   |
| Жінки    | 199     | 31                 | 120              | 48                   |
| Разом    | 418     | 75                 | 278              | 65                   |